# Édison
Édison Fernandes da Silva Júnior, genannt Édison, (* 28. Oktober 1989 in Brasilien) ist ein brasilianischer Fußballspieler. Er spielt vorrangig als Innenverteidiger, kann aber auch rechter Außenverteidiger eingesetzt werden.

## Karriere
Édison lief in seiner Jugend für die größeren brasilianischen Verein Ituano FC und SE Palmeiras auf. Anfang 2008 wechselte er in den Seniorenbereich zu Nacional AC São Paulo. Nach einem Jahr wechselte er zu Aquidauanense FC, die ihn nach kurzer Zeit für das restliche Jahr 2009 an União Agrícola Barbarense FC ausliehen. Nach einer kurzen Rückkehr zu Aquidauanense FC Anfang 2010 wechselte er zu Ponta Porã SE. Anfang 2011 ging er zu Palmas FR.
Im Juli 2011 wechselte Édison nach Europa zum polnischen Zweitligisten Wisła Płock, bei dem er jedoch nur Ergänzungsspieler war. Nach drei Ligaeinsätzen einigte man sich Anfang Dezember 2011 auf eine vorzeitige Vertragsauflösung. In der Rückrunde 2011/12 spielte er beim deutschen Kreisligisten SpVgg Ederheim 1949. Nachdem Édison über ein halbes Jahr lang vereinslos gewesen war, schloss er sich Ende Februar 2013 dem polnischen Viertligisten Górnik Konin an. Für diesen absolvierte er bis zum Saisonende neun Spiele und erzielte ein Tor. Nach einem weiteren halben Jahr ohne Verein unterschrieb Édison Anfang März 2014 einen Vertrag beim polnischen Zweitligisten Energetyk ROW Rybnik. Allerdings absolvierte er bis zum Ende der Saison nur einen Kurzeinsatz und verließ den Klub daraufhin im Sommer.
In der Winterpause 2014/15 schloss sich Édison dem englischen Neuntligisten Peterborough Northern Star an und spielte hier bis zum Ende der Saison. Doch bereits im August 2015 kehrte er nach Polen zurück und unterschrieb einen Vertrag beim Fünftligisten Mławianka Mława.